# Congrégation du Saint-Esprit
La Congrégation du Saint-Esprit (C.S.Sp. - Congregatio Sancti Spiritus)  est fondée en 1703 à Paris par Claude Poullart des Places, et revivifiée en 1848 par la fusion avec la société du Saint-Cœur de Marie avec François Libermann. Les spiritains, appelés également missionnaires du Saint-Esprit, forment une congrégation cléricale missionnaire particulièrement développée en Afrique. Son siège actuel se trouve à Rome (Clivo Di Cinna 195), avec la maison mère historique au 30 rue Lhomond à Paris.

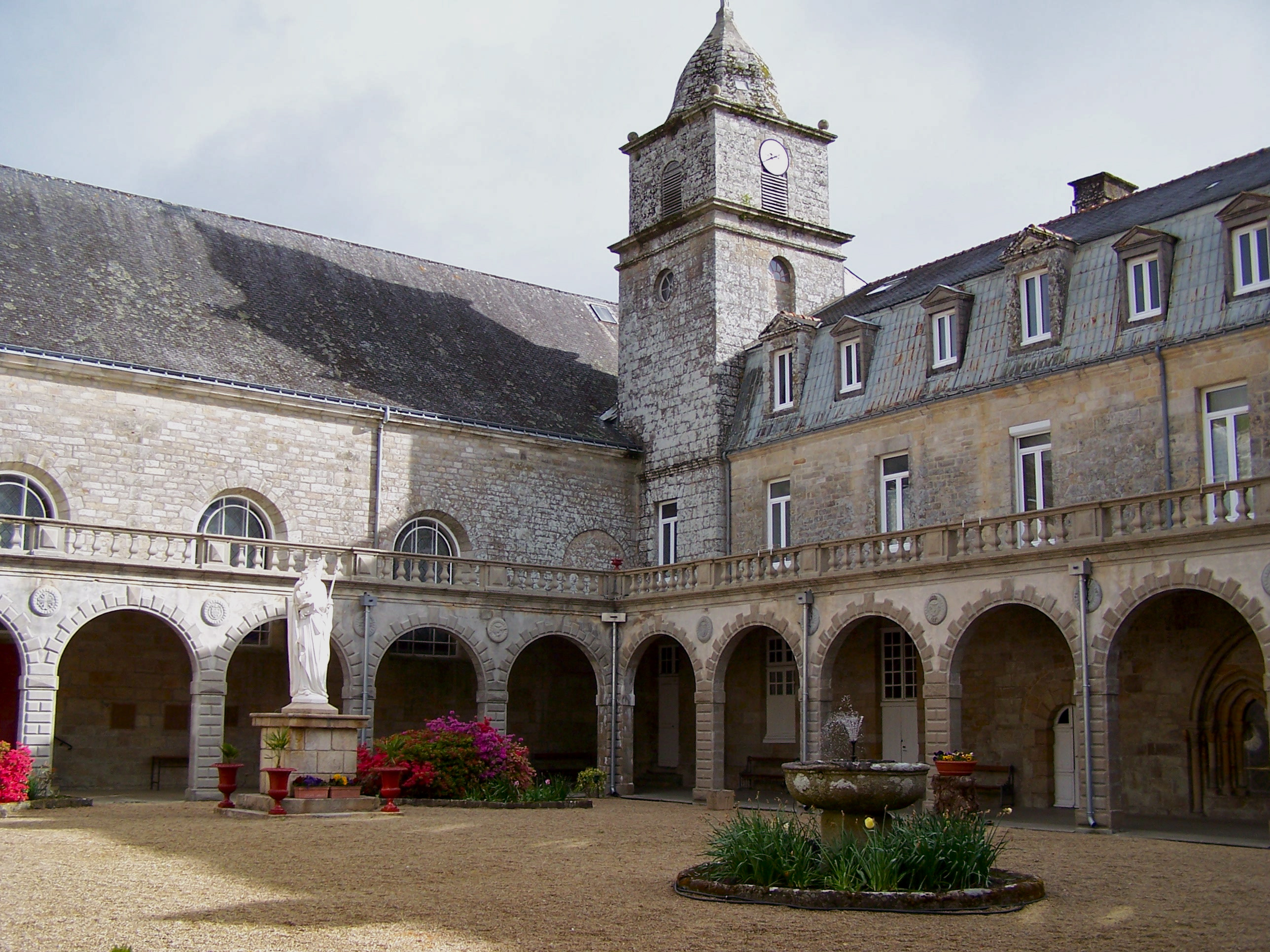
L'abbaye Notre-Dame de Langonnet.

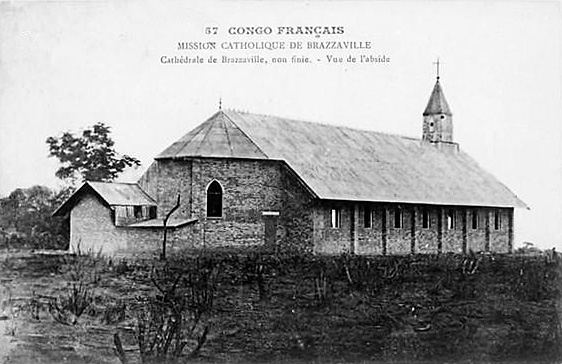
Première cathédrale de Brazzaville construite par les spiritains à la fin du XIXe siècle.

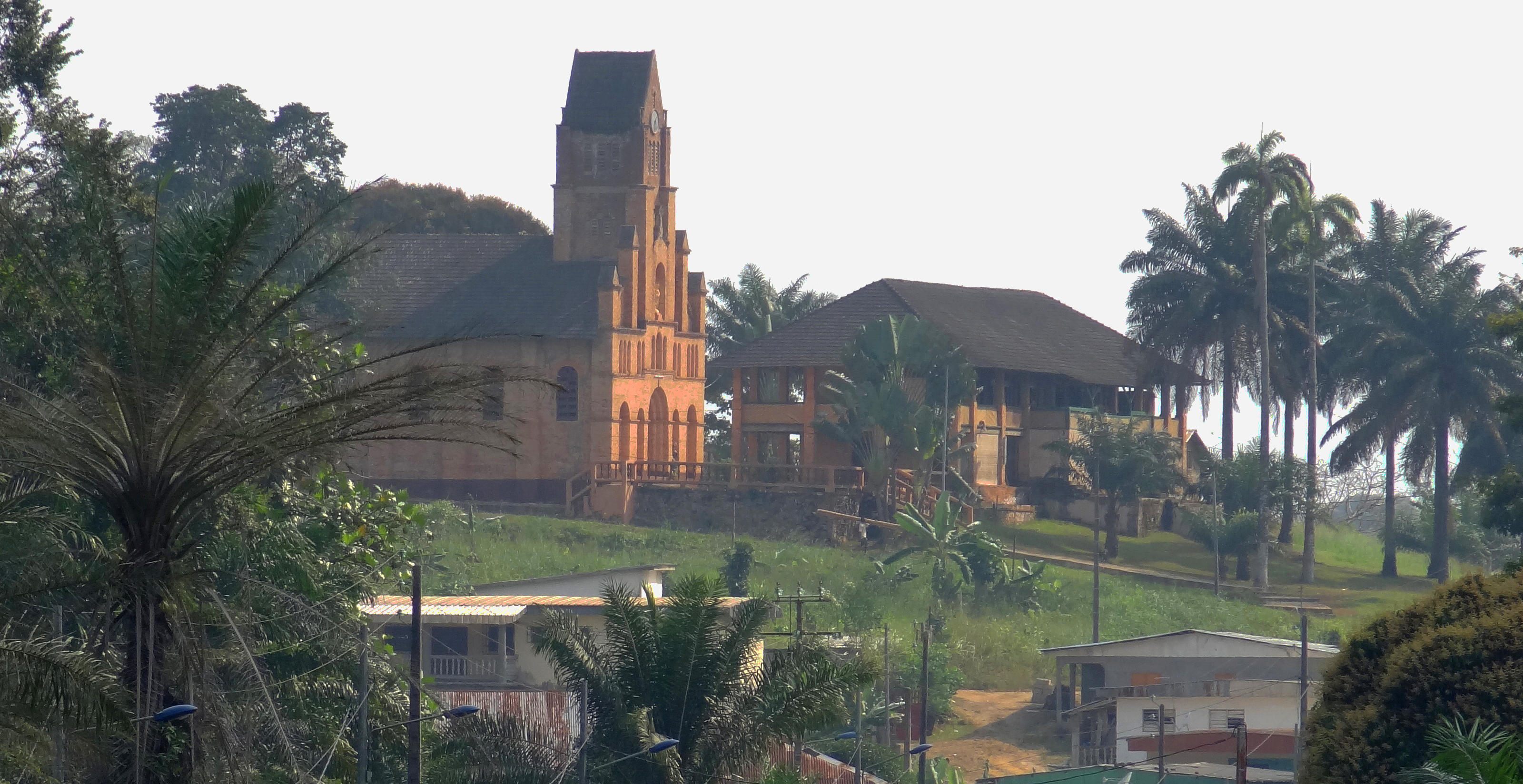
Mission spiritaine de Lambaréné au Gabon.

## Double fondation
(janvier 2021).
La Congrégation du Saint-Esprit a eu deux fondateurs, à cent quarante ans de distance :
- En 1703, Claude Poullart des Places (1679-1709), jeune aristocrate breton, ordonné prêtre après avoir renoncé à une carrière au Parlement de Rennes, regroupe des étudiants pauvres désireux d’être prêtres et de servir dans des paroisses pauvres. Ainsi naissent la société et le séminaire du Saint-Esprit le 27 mai 1703, jour de la Pentecôte. À partir de 1816, le séminaire est également chargé de fournir le clergé de toutes les colonies françaises.
- En 1841, Jacob devenu François Libermann, juif et fils du rabbin de Saverne, converti au catholicisme, fonde la société du Saint-Cœur de Marie. Son but est l’apostolat auprès des Noirs d’Afrique et des esclaves devenus libres dans les îles de Saint-Domingue (Haïti) et Bourbon (La Réunion). En 1848, la société fondée par Libermann regorge de vocations, mais n’a pas de statut juridique précis. Celle de Poullart des Places existe officiellement mais est à bout de souffle.Les buts des deux congrégations sont très voisins. Les membres de la société du Saint-Cœur de Marie entrent dans la Congrégation du Saint-Esprit qui devient ainsi l’héritière d’une double tradition, riche des intuitions communes de ses deux fondateurs[1].

Vivant le plus souvent en communautés internationales, les spiritains s'efforcent de promouvoir la mission de l'Église auprès des plus pauvres, en particulier là où l'Église trouve difficilement des ouvriers. Fondatrice d'Églises, en particulier en Afrique, la congrégation continue à soutenir ces Églises par son travail et ses œuvres éducatives, sociales et de développement, ainsi qu'à leur permettre de devenir elles-mêmes missionnaires. En France, les spiritains ont une vingtaine de communautés, composées de frères et de prêtres, originaires de différents pays. Certains laïcs, voulant vivre du charisme et de la spiritualité spiritaine, s'associent également à la mission de la congrégation : ils reçoivent à cet effet une lettre de mission. La famille spiritaine comprend également des fraternités de laïcs qui se réunissent pour discerner dans leur vie l'action de l'Esprit Saint.
Les spiritains sont au 30 juin 2014 2 702 membres profès (ayant prononcé leurs vœux religieux), dont 624 Nigérians, 317 Français, 257 Irlandais, 127 Ghanéens, 122 Tanzaniens, 120 Portugais, 88 Angolais, présents dans 60 pays sur les cinq continents. Parmi eux 982 sont encore originaires d'Europe, mais leur moyenne d'âge est élevée ; 1 499 sont originaires d'Afrique et de l'Océan Indien, avec de nouvelles vocations. Il n'y a plus que 120 membres d'Amérique du Nord, leur nombre au Canada s'étant effondré. Dans les régions où la congrégation s'est installée plus récemment, ils sont 90 en Amérique latine, 10 en Asie et 1 en Océanie. Toujours au 30 juin 2014, les spiritains se répartissent entre 32 évêques, 2 096 prêtres, 118 frères, et 456 jeunes profès en formation. Les anglophones de cette congrégation historiquement française sont désormais largement majoritaires.
Selon l'Annuaire Pontifical de 2007, il y avait au 31 décembre 2005 3 032 profès spiritains (dont 2 235 prêtres) répartis dans 717 maisons. À cause de la chute fort rapide des vocations en Europe depuis une trentaine d'années, le recrutement se fait désormais surtout en Afrique, mais aussi en Asie (Vietnam notamment).

## Province de France
La Province de France de la Congrégation du Saint-Esprit comprend au 1er janvier 2018 un nombre de 259 spiritains, dont 34 issus d'autres provinces et affectés en mission en France. 48 confrères français sont actuellement en mission à l'étranger.
De 1932 à 2011, la congrégation était propriétaire du château de Piré-sur-Seiche, au sud de Rennes. Elle est aussi présente à l'abbaye Notre-Dame de Langonnet dans le Morbihan. À Allex (dans la Drôme), elle anime depuis 1920 le sanctuaire Saint-Joseph, le Musée Spiritain des Arts Africains, et un centre d'accueil pour groupes et individuels. À Rennes, le centre spirituel Poullart des Places accueille des retraites, récollections et sessions de formation sur les fondateurs de la congrégation.

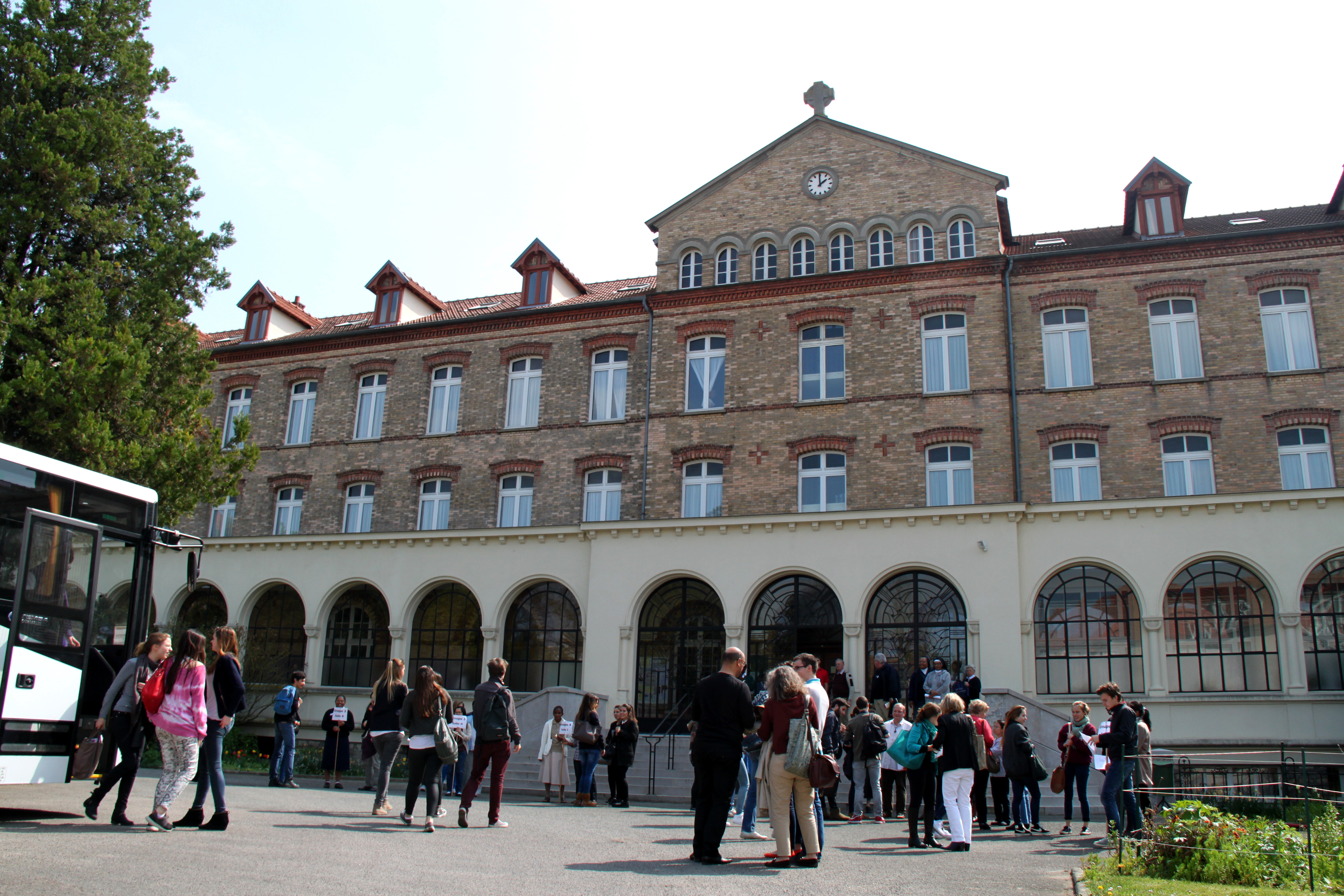
Centre d'accueil spiritain de Chevilly-Larue, sur le site de l'ancien Séminaire des Missions.

Son scolasticat a longtemps été à Chevilly-Larue, près de Paris, avant d'être transféré à Clamart, puis à Paris. Le site de l'ancien Séminaire des Missions de Chevilly-Larue, où les spiritains sont présents depuis 1864, est désormais occupé par une maison de spiritains âgés, le noviciat européen, les archives générales de la congrégation, la bibliothèque Lucien Deiss de plus de 100 000 ouvrages en théologie et missiologie, les bureaux de la revue Spiritus, ainsi qu'un grand centre d'accueil de groupes d'une capacité d'une centaine de chambres.
La grande chapelle de la communauté (avec un vitrail du bienheureux père Laval et du père Libermann notamment) a été construite dans les années 1930 et a été utilisée pour le tournage du film Un missionnaire de Maurice Cloche (1955). À la maison-mère de la congrégation à Paris, magnifique bâtiment construit à partir de 1732, subsiste toujours le bureau du père Libermann, qui est enterré dans la chapelle adjacente, remarquable par sa décoration néo-baroque.
Depuis 1923, la province de France est liée à l’œuvre des Apprentis d'Auteuil, avec l'arrivée du père Daniel Brottier à sa tête. Les spiritains exercent la tutelle de l’œuvre, conformément au « statut de l'enseignement catholique » promulgué par la Conférence des Évêques de France, le 14 mai 1997. L'autorité de tutelle est le Supérieur provincial assisté par son conseil de tutelle. Elle se porte garante, devant l'archevêque de Paris, de l'authenticité évangélique du projet éducatif et pastoral et de sa mise en œuvre dans les quelque 200 maisons (13 000 jeunes) qui relèvent de la Fondation des Apprentis d'Auteuil.

## Abus sexuels

### Irlande
En Irlande, près de 400 victimes ont porté plainte contre des prêtres spiritains pour des abus sexuels. Les écoles de Rockwell College (en) et de Blackrock College (en) sont concernées par ces agressions.
Les Spiritains ont versé, depuis 1998, 8,8 millions d'euros à 125 victimes d'abus.

### Suisse
L'École des Missions, à Saint-Gingolph en Suisse, a abrité un internat jusqu'en 1987 géré par la congrégation du Saint-Esprit. Un ancien élève, reconnu comme victime par l’Église catholique en 2024, témoigne des abus sexuels au sein de l'établissement en 1982 alors qu'il est âgé de 12 ans. Le prêtre qui l'a agressé a été déplacé en Afrique par la congrégation, pratique courante dans ce type de situation.

## Supérieurs généraux
- Claude Poullart des Places (1703 – 2 octobre 1709)
- Jacques-Hyacinthe Garnier (1709 – 1710)
- Louis Bouic (1710 – 1763)
- Julien-François Becquet (1763 – 1788)
- Jean-Marie Duflos (28 octobre 1788 – 28 février 1805)
- Jacques Madeleine Bertout (1805 – 1832)
- Amable Fourdinier (25 décembre 1832 – 1845)
- Nicolas Warnet (1845 – 1845)
- Alexandre Leguay (1845 – 29 février 1848)
- Alexandre Monnet (1848 – 1848)
- François Libermann (3 novembre 1848 – 2 février 1852)
- Ignace Schwindenhammer (2 février 1853 – 1881)
- Frédéric Levavasseur (27 août 1881 – 1882)
- Ambroise Emonet (26 août 1882 – 17 octobre 1895)
- Alexandre Le Roy (1896 – 1926)
- Louis Le Hunsec (1926 – 1950)
- Francis Griffin (1950 – 1962)
- Marcel Lefebvre[11] (1962 – 1968)
- Joseph Lécuyer (9 septembre 1968 – 1972)
- Frans Timmermans (1972 – 1986)
- Pierre Haas (1986 – 1992)
- Pierre Schouver (8 septembre 1992 – 2004)
- Jean-Paul Hoch (2004 – 2012)
- John Fogarty (2012 – 2021)
- Alain Mayama (depuis 2021)

## Personnalités
- Jacques-Désiré Laval (1803-1864), d'abord médecin puis curé de campagne en Normandie, sera, pendant les 23 dernières années de sa vie, missionnaire spiritain à l'île Maurice. Il est béatifié par Jean-Paul II le 29 avril 1979.
- Le bienheureux Daniel Brottier (1876-1936), aumônier militaire puis animateur des orphelins apprentis d'Auteuil.
- Prosper Philippe Augouard, archevêque titulaire de Sinita et vicaire apostolique d'Oubangui.
- Hyacinthe-Joseph Jalabert, évêque titulaire de Telepte.
- Prosper Dodds, évêque de Ziguinchor (1955 - 1966) et Saint-Louis du Sénégal.
- Pierre Sagna, évêque de Saint-Louis du Sénégal
- Yves Monot, évêque émérite de Ouesso au Congo-Brazzaville.
- Marcel Lefebvre, supérieur général de la congrégation du Saint-Esprit de 1962 à 1968.
- Maurice Fréchard, archevêque émérite d'Auch.
- François Maurer (de 1966 à 2000), Lucien Fischer (de 2000 à 2009) et Pierre-Marie Gaschy (de 2009 à 2018), vicaires apostoliques de Saint-Pierre et Miquelon.
- François-Marie Morvan, évêque de Cayenne.
- Joseph Shanahan, vicaire apostolique au Nigeria.
- André Raponda-Walker, premier prêtre indigène du Gabon, ordonné le 23 juillet 1899, il parlait près de 15 langues et il est le premier savant gabonais.
- Hippolyte Carrie, fondateur et premier vicaire du vicariat apostolique de loango, en mai 1886 au Congo.
- Jean Derouet, vicaire apostolique de loango de 1907 à 1914.
- Gélase Armel Kema, évêque de Ouesso au Congo-Brazzaville depuis 2021.
- Toussaint Ngoma Foumanet, évêque de Dolisie au Congo-Brazzaville depuis 2022.
- Charles-Célestin Maondé, premier prêtre congolais du vicariat apostolique de Loango, ordonné, le 5 mars 1887
- Jean-Baptiste Frey (1878-1939), spécialiste d'exégèse biblique, secrétaire de la Commission biblique pontificale (1925-1939), supérieur du Séminaire français de Rome (1923-1939).
- Jean Guth, spiritain français, tué par des rebelles au Congo-Brazzaville en août 2002.
- Lucien Deiss (1921-2007), compositeur de musique sacrée.
- Théophile-Joseph Klaine (1842-1911), botaniste, découvreur de l'Okoumé.
- Vital Rodier inventeur de la clémentine.
- Claude Tassin, exégète et compositeur de musique liturgique[12].
- Ignace Dhellemmes (1914-1988), missionnaire en Afrique centrale.
- Raymond Defosse (1897-1956), Compagnon de la Libération, procureur de la congrégation auprès du Saint-Siège.
- Jacques Bondallaz (1916-1994),Suisse, auteur d'albums illustrés de la collection Belles Histoires et Belles Vies

La congrégation demande la béatification du fondateur Claude Poullart des Places et du père François Libermann, ainsi que Joseph Shanahan et quelques autres.

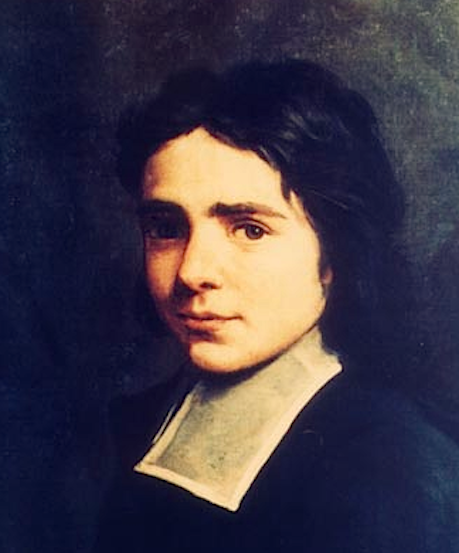
Claude Poullart des Places, fondateur de la congrégation, mort à 30 ans.
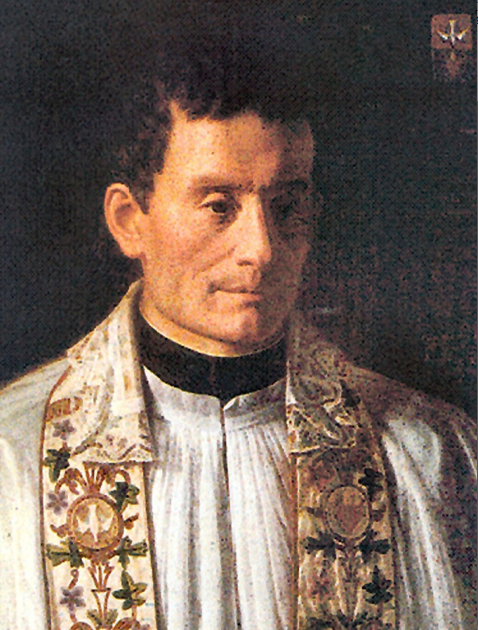
François Libermann, déclaré vénérable par Pie X.
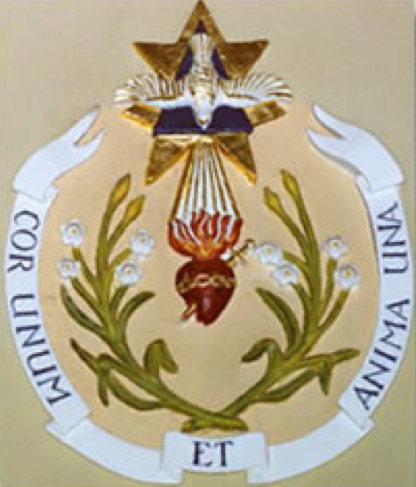
Armoiries de la congrégation du Saint-Esprit.
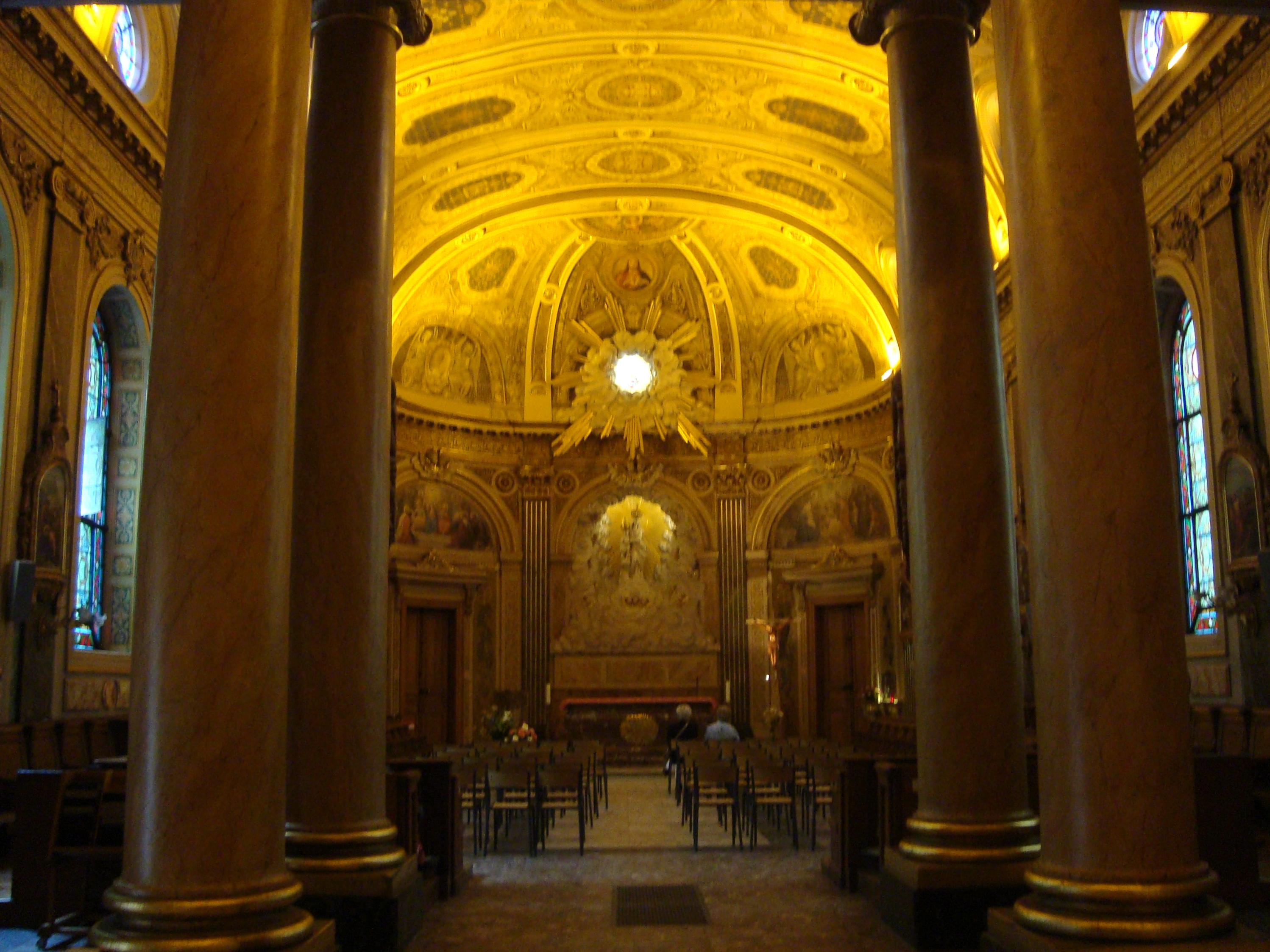
La chapelle de la maison-mère (rue Lhomond) à Paris.